# Opament
Opament, selo algonquian Indijanaca koje se 1608. godine nalazilo na istočnoj obali rijeke Patuxent, na mjestu današnjeg okruga Calvert, u Marylandu. Stanovnici su možda (prema Hodgeu) apsorbirani od Conoy Indijanaca.
Spominje ga Smith (1629) na karti u Va., I, repr. 1819